# زكية الخطابي
زكية الخطابي هي أول امرأة أمازيغية ترأس حزبا سياسيا في تاريخ بلجيكا ، وذلك بعد نجاحها في تولي رئاسة حزب الخضر الفرانكفوني «إيكولو» عام 2015  ، و بذلك أصبحت أول امرأة أمازيغية مسلمة تتولى زعامة حزب أوروبي.

## نشأتها و حياتها العملية
ولدت زكية الخطابي في 15 يناير 1976 بضاحية «سان جوس» بالعاصمة البلجيكية بروكسيل ، لعائلة تنحدر من منطقة الريف بالمغرب  ، حصلت على إجازة في العمل الاجتماعي من الجامعة الحرة ببروكسيل ، بدأت مسارها الوظيفي في بلدة إيكسيل حيث كانت عضوا في مجلسها البلدي، وكانت ناشطة في الميدان الحقوقي و ناشطة في مركز لتكافؤ الفرص، إضافة إلى نشاطها في رابطة حقوق الإنسان، واشتهرت بدفاعها عن مجموعة من القضايا، أهمها إدماج المهاجرين، والحق في اللجوء والعدالة، وخاضت معركة مدنية شرسة ضد توسيع المعاملات المالية في القطاع الجنائي، وكانت كذلك رئيسة مجموعة الخضر في جمعية خريجي الجامعة الحرة، وعضوا في حزب إيكولو البيئي.

## نيابة البرلمان البلجيكي
تم انتخاب زكية الخطابي نائباً في البرلمان البلجيكي عام 2009 و ممثلة حزب إيكولو ،و هي في ذلك الحين كانت تبلغ من العمر 33 عاما، ثم انضمت إلى مجموعة برلمانية تمثل منطقة بروكسل ،و عينت بمجلس الشيوخ، حيث برزت بشكل سريع كأحد أبرز رموز المعارضة.

## رئاسة حزب إيكولو «حزب الخضر الفرانكفوني»
تمكنت زكية الخطابي من أن تغدو أول امرأة عربية مسلمة تحصل على ثقة منتسبي حزب سياسي لتولي منصب القيادة، حيث اختيرت زكية الخطابي من طرف الجمعية العامة لحزب إيكولو لتولي رئاسة الحزب بشكل مشترك مع باتريك ديبرييز لولاية من أربع سنوات ،بعد حملة استمرت ثلاثة أشهر، وحصدت الخطابي برفقة باتريك ديبريز على 60% من مجموع الأصوات، وهو ما يعادل 654 صوتاً في الدور الأول من عملية التصويت.